# Regionalregierung Trentino-Südtirol

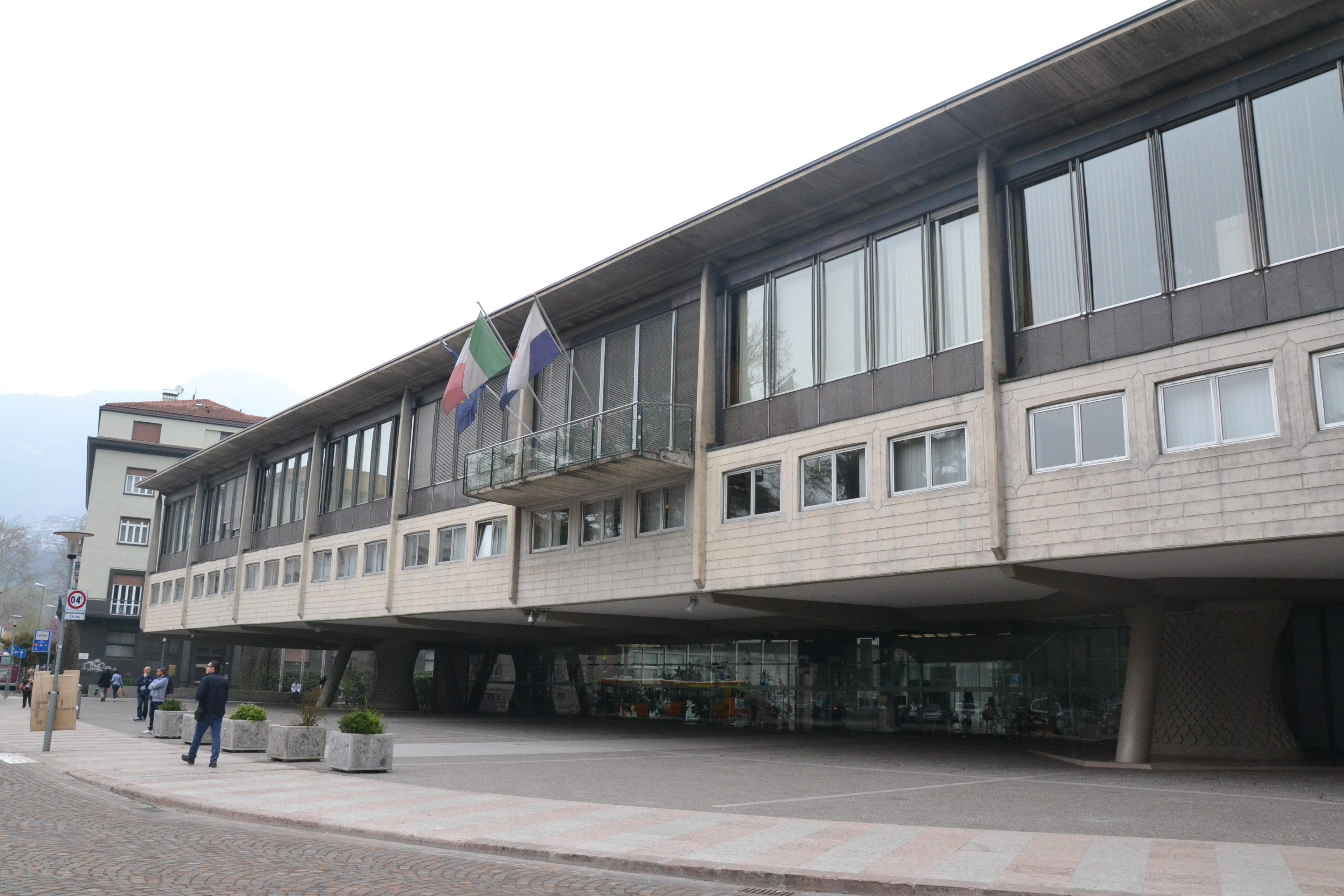
Das Amtsgebäude der Autonomen Region Trentino-Südtirol ist der Sitz der Regionalregierung Trentino-Südtirol.

Die Regionalregierung Trentino-Südtirol (auch Regionalausschuss genannt; italienisch Giunta regionale del Trentino-Alto Adige, ladinisch Junta regionala dl Trentin-Südtirol) ist das ausführende Organ der Autonomen Region Trentino-Südtirol. Sie sorgt mittels Verordnungen und Verwaltungsdekreten für die konkrete Umsetzung der Regionalgesetze, die vom Regionalrat Trentino-Südtirol beschlossen werden. Die Regionalregierung verfügt seit Verabschiedung (1971) und Inkrafttreten (1972) des Zweiten Autonomiestatuts, mit dem der Großteil aller Befugnisse auf die beiden autonomen Provinzen Bozen – Südtirol und Trient überging, nur noch über geringfügige Exekutivkompetenzen. Ihr Sitz befindet sich im Amtsgebäude der Autonomen Region Trentino-Südtirol in Trient.

## Geschichte
Die erste Regionalregierung Trentino-Südtirol wurde am 5. Jänner 1949 vom Regionalrat in seiner Zusammensetzung nach den Wahlen vom 28. November 1948 gewählt. Durch das Erste Autonomiestatut verfügte die Regionalregierung über erweiterte Exekutivkompetenzen und war politisch von vorrangiger Bedeutung auf regionaler Ebene. Eine institutionelle Krise begann im Jahr 1959, als die Regierungsmitglieder der Südtiroler Volkspartei (SVP) erstmals geschlossen zurücktraten, um eine Verlagerung der Zuständigkeiten von der Region auf die beiden autonomen Provinzen, Bozen – Südtirol und Trient, einzufordern. Zwischen 1960 und 1970 verweigerte die SVP jede Regierungsbeteiligung, wodurch die gesetzlich notwendige proportionale Besetzung der Regionalregierung mit Mitgliedern der deutschen und der italienischen Sprachgruppe nicht mehr eingehalten werden konnte.
Mit Verabschiedung (1971) und Inkrafttreten (1972) des Zweiten Autonomiestatuts wurde die Region schließlich weitgehend entmachtet. Die überwiegende Mehrheit der Kompetenzen ging auf die beiden autonomen Provinzen über. Dementsprechend verlor auch die Regionalregierung stark an politischem Gewicht. Dieser Umstand spiegelt sich auch in einer seit 2004 praktizierten politischen Vereinbarung wider: War bis dato das Amt des Regionalpräsidenten eigenständig besetzt worden, übernehmen seither abwechselnd für je die Hälfte einer Legislaturperiode die Landeshauptleute Südtirols und des Trentino den Vorsitz der Regierung. 

## Wahl und Zusammensetzung
Die Regionalregierung wird vom Regionalrat aus seiner Mitte in geheimer Abstimmung und mit absoluter Mehrheit gewählt. In die Regionalregierung gewählte Regionalratsmitglieder behalten dabei ihr Regionalratsmandat. 
Die Regionalregierung besteht aus einem Präsidenten, zwei Vizepräsidenten sowie einer variablen Anzahl an Regionalassessoren. Die Zusammensetzung der (inzwischen typischerweise fünf- bis sechsköpfigen) Regionalregierung muss in jedem Fall die proportionale Verteilung der deutschen und der italienischen Sprachgruppe im Regionalrat widerspiegeln. Gemäß dem Zweiten Autonomiestatut von 1972 stellen diese beiden Sprachgruppen auch je einen Vizepräsidenten. Eine ladinische Vertretung in der Regionalregierung wurde durch das Verfassungsgesetz Nr. 2/2001 verpflichtend: Seither sieht Artikel 36 vor, dass der ladinischen Sprachgruppe „die Vertretung im Regionalausschuss auch abweichend von der proporzmäßigen Vertretung gewährleistet“ wird.

## Aktuelle Regionalregierung
| Name              | Amt                | Partei    | Sprachgruppe |
| ----------------- | ------------------ | --------- | ------------ |
| Arno Kompatscher  | Präsident          | SVP       | deutsch      |
| Giulia Zanotelli  | 1. Vizepräsidentin | Lega      | italienisch  |
| Franz Locher      | 2. Vizepräsident   | SVP       | deutsch      |
| Carlo Daldoss     | Regionalassessor   | FdI       | italienisch  |
| Angelo Gennaccaro | Regionalassessor   | La Civica | italienisch  |
| Luca Guglielmi    | Regionalassessor   | Fassa     | ladinisch    |

(Stand März 2024)

## Regionalregierungen seit 1949
| Regierungszeit  | Präsident          | Kabinett        | Koalitionsparteien                                    |
| --------------- | ------------------ | --------------- | ----------------------------------------------------- |
| 1949–1952       | Tullio Odorizzi    | Odorizzi I      | DC, SVP                                               |
| 1952–1956       | Tullio Odorizzi    | Odorizzi II     | DC, SVP                                               |
| 1956–1960       | Tullio Odorizzi    | Odorizzi III    | DC, SVP(1)                                            |
| 1960–1961       | Tullio Odorizzi    | Odorizzi IV     | DC, SVP(2)                                            |
| 1961–1962       | Luigi Dalvit       | Dalvit I        | DC(3)                                                 |
| 1962–1965       | Luigi Dalvit       | Dalvit II       | DC(4)                                                 |
| 1965–1967       | Luigi Dalvit       | Dalvit III      | DC, THP(5)                                            |
| 1967–1969       | Giorgio Grigolli   | Grigolli I      | DC, PSI, PSDI, THP                                    |
| 1969–1970       | Giorgio Grigolli   | Grigolli II     | DC(6)                                                 |
| 1970–1974       | Giorgio Grigolli   | Grigolli III    | DC, SVP                                               |
| 1974–1976       | Bruno Kessler      | Kessler         | DC, PSDI, SVP                                         |
| 1976–1977       | Flavio Mengoni     | Mengoni         | DC, PSDI, SVP                                         |
| 1977–1979       | Spartaco Marziani  | Marziani        | DC, PSDI, SVP                                         |
| 1979–1984       | Enrico Pancheri    | Pancheri        | DC, PSDI, SVP                                         |
| 1984–1985       | Pierluigi Angeli   | Angeli          | DC, SVP                                               |
| 1985–1989       | Gianni Bazzanella  | Bazzanella      | DC, SVP                                               |
| 1989–1994       | Tarcisio Andreolli | Andreolli       | DC, PSI, SVP                                          |
| 1994–1998/99(7) | Tarcisio Grandi    | Grandi          | DC/PPI, PDS, PATT, Ladins, SVP                        |
| 1999–2000       | Margherita Cogo    | Cogo I          | DS, Margherita, PATT, Grüne, SVP                      |
| 2000–2002       | Margherita Cogo    | Cogo II         | DS, Margherita, UAP, PATT, Grüne, SVP                 |
| 2002–2004       | Carlo Andreotti    | Andreotti       | PATT, DS, Margherita, SVP                             |
| 2004–2006       | Luis Durnwalder    | Durnwalder I    | SVP, Margherita                                       |
| 2006–2009       | Lorenzo Dellai     | Dellai I        | Margherita, DS, UAL, SVP                              |
| 2009–2011       | Luis Durnwalder    | Durnwalder II   | SVP, UPT, PD                                          |
| 2011–2013       | Lorenzo Dellai     | Dellai II       | UPT, PD, UAL, SVP                                     |
| 2013–2014       | Alberto Pacher     | Pacher          | PD, UAL, SVP                                          |
| 2014–2016       | Ugo Rossi          | Rossi           | PATT, PD, UPT, SVP                                    |
| 2016–2019       | Arno Kompatscher   | Kompatscher I   | SVP, PATT, PD, UAL                                    |
| 2019–2021       | Arno Kompatscher   | Kompatscher II  | SVP, Lega, FI, Agire                                  |
| 2021–2024       | Maurizio Fugatti   | Fugatti         | SVP, LN, FI, PATT                                     |
| 2024–           | Arno Kompatscher   | Kompatscher III | SVP, LN, NTpF, FdI, PATT-Fassa, Civica, Freiheitliche |

(1) Am 25. Februar 1959 traten alle Regionalassessoren der SVP zurück.

(2) Am 15. Juli 1960 traten alle Regionalassessoren der SVP zurück.

(3) Der Regionalrat wählte zwar Abgeordnete der SVP zu Regionalassessoren, diese traten ihr Amt jedoch nicht an.

(4) Der Regionalrat wählte zwar Abgeordnete der SVP zu Regionalassessoren, diese traten ihr Amt jedoch nicht an.

(5) Der Regionalrat wählte zwar Abgeordnete der SVP zu Regionalassessoren, diese traten ihr Amt jedoch nicht an.

(6) Der Regionalrat wählte zwar Abgeordnete der SVP zu Regionalassessoren, diese traten ihr Amt jedoch nicht an.

(7) Am 9. Oktober 1998 wurde die Regionalregierung per Misstrauensantrag abgewählt, lediglich Präsident Grandi blieb bis zur Wahl der Nachfolgeregierung im Amt.